# Liste der chinesischen Sprachen und Dialekte

Verbreitungsgebiete der Chinesischen Sprachen

Folgendes ist eine Liste der Sprachen und Dialekte der Familie der chinesischen Sprachen.
Zusätzlich zur folgenden Klassifikation ist es üblich, Dialekte nach Provinzen zu benennen.

## Mandarin
- Standardmandarin (Standardchinesisch, Hochchinesisch, Putonghua, Guoyu, Huayu)
- Dungan

## Jin
Dialekte, die in und um die Städte Baotou, Datong, Handan, Hohhot und Taiyuan gesprochen werden.

## Wu
- Shanghai-Dialekt

## Hui
- Jixi-Dialekt
- Shexian-Dialekt
- Tunxi-Dialekt
- Yixian-Dialekt

## Xiang
Dialekte, die vor allem in der Provinz Hunan gesprochen werden.

## Gan
Dialekte, die vor allem in der Provinz Jiangxi, Teilen von Hubei sowie kleineren Gebieten in Hunan, Anhui und Fujian gesprochen werden.

## Hakka
Dialekte, die vor allem in den Provinzen Guangdong und Guangxi aber zum Teil auch in Hainan, Fujian, Sichuan, Hunan, Jiangxi und Guizhou sowie Taiwan gesprochen werden.

## Yue
Dialekte, die vor allem in der Provinz Guangdong sowie in Hongkong und Macau gesprochen und auch als »Kantonesisch« bezeichnet werden.

## Min
- Min Nan
  - Chaozhou-Dialekt (Teochew oder Shaozhou Tuhua)
  - Hokkien (darunter die Varianten, die in Xiamen, Penang und auf Taiwan gesprochen werden, vgl. »Taiwanisch«)
  - Dialekte in und um die Städte Quanzhou, Shantou und Zhangzhou
- Min Dong
  - Fuzhou-Dialekt (Hokchiu)
- Min Zhong
- Min Bei
- Pu-Xian